# Salt-en-Donzy
Salt-en-Donzy ist eine Gemeinde in Südfrankreich. Sie gehört zur Region Auvergne-Rhône-Alpes, zum Département Loire, zum Arrondissement Montbrison und zum Kanton Feurs. 

## Lage
Salt-en-Donzy liegt am Fluss Loise. Die Gemeinde grenzt im Norden an Salvizinet, im Nordosten an Jas, im Südosten an Saint-Barthélemy-Lestra, im Süden an Valeille und im Westen an Feurs. Die Route nationale 89 tangiert die Ortschaft.

## Weblinks

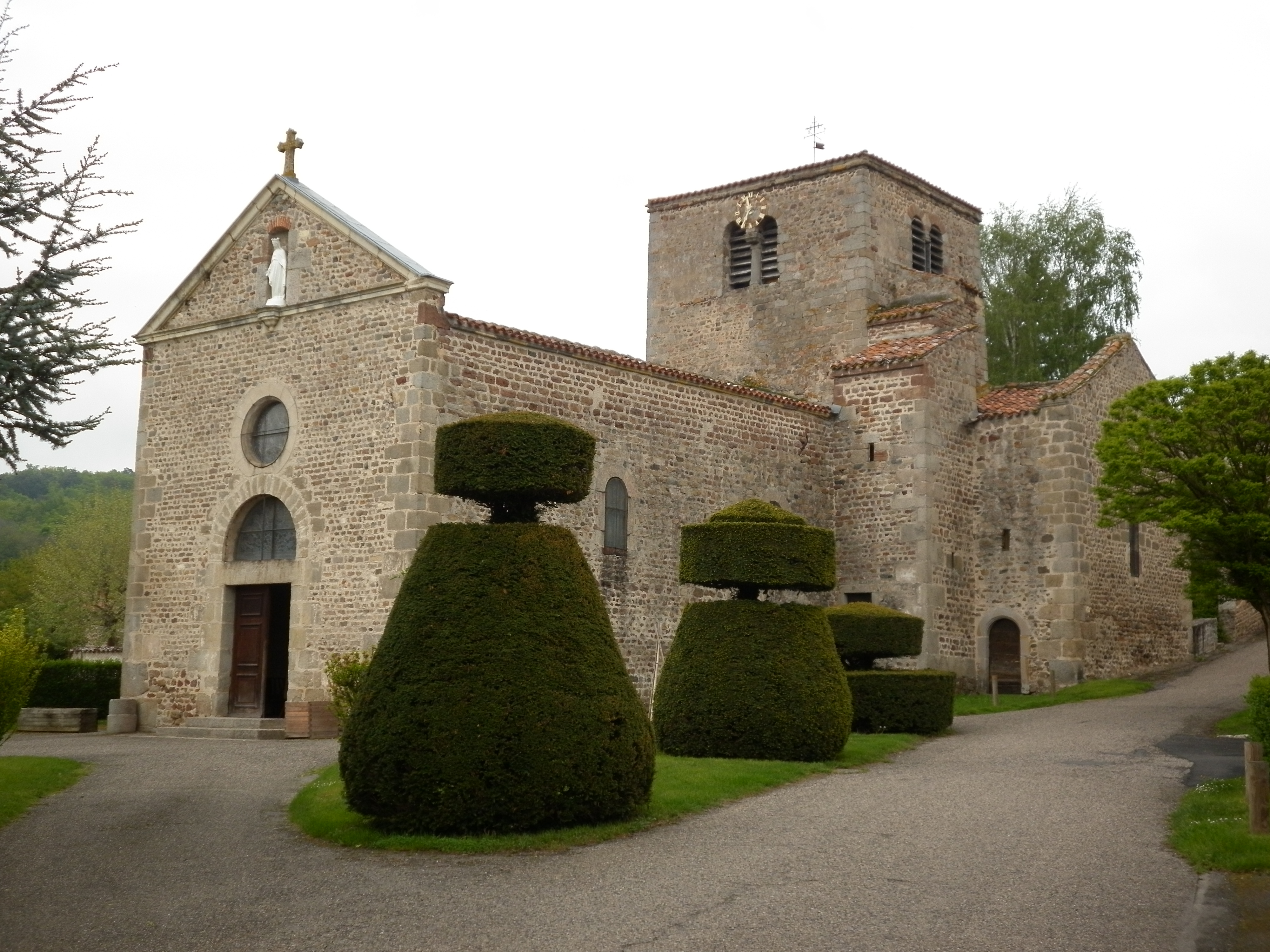
Kirche Mariä Geburt

## Bevölkerungsentwicklung
| Jahr                       | 1962 | 1968 | 1975 | 1982 | 1990 | 1999 | 2008 | 2017 |
| -------------------------- | ---- | ---- | ---- | ---- | ---- | ---- | ---- | ---- |
| Einwohner                  | 244  | 278  | 346  | 374  | 412  | 393  | 493  | 544  |
| Quellen: Cassini und INSEE |      |      |      |      |      |      |      |      |

## Sehenswürdigkeiten
- Kirche Mariä Geburt